# La Chapelle-Basse-Mer
La Chapelle-Basse-Mer (bretonisch: Chapel-Baz-Meur) ist eine Ortschaft und eine Commune déléguée in der französischen Gemeinde Divatte-sur-Loire mit 5.807 Einwohnern (Stand 1. Januar 2022) im Département Loire-Atlantique in der Region Pays de la Loire. 
Mit Wirkung vom 1. Januar 2016 wurden die Gemeinden La Chapelle-Basse-Mer und Barbechat zu einer Commune nouvelle mit dem Namen Divatte-sur-Loire zusammengelegt.

## Geografie
La Chapelle-Basse-Mer liegt am Südufer der Loire, in die hier die Divatte mündet. Hier befinden sich auch die Weinbaugebiete Muscadet, Muscadet Sèvre et Maine und Gros Plant du Pays Nantais.

## Bevölkerungsentwicklung
| Jahr                       | 1962 | 1968 | 1975 | 1982 | 1990 | 1999 | 2005 | 2013 |
| Einwohner                  | 2527 | 2675 | 2970 | 3560 | 4012 | 4271 | 4592 | 5256 |
| Quellen: Cassini und INSEE |      |      |      |      |      |      |      |      |

## Sehenswürdigkeiten

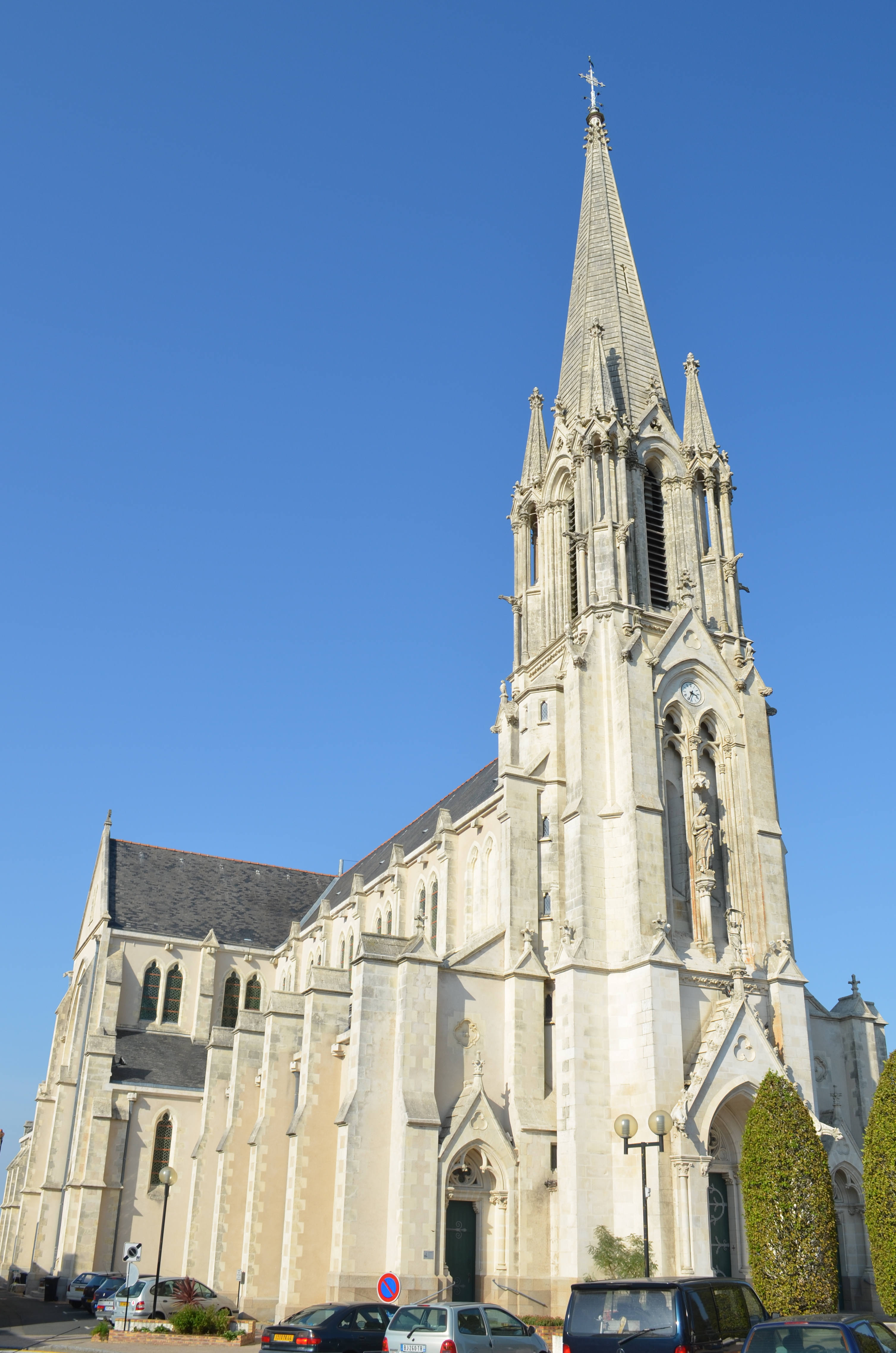
Kirche Notre-Dame de l’Assomption

- Kirche Notre-Dame de l’Assomption, erbaut 1892 bis 1894 im neogotischen Stil
- Kapelle Saint-Simon aus dem 16. Jahrhundert, 1775 restauriert
- Kapelle Saint-Pierre-ès-Liens aus dem 16. Jahrhundert
- Windmühle von Bois-Méchine von 1750
- Schloss Vrillière aus dem 17. Jahrhundert, Monument historique seit 2001
- Schloss La Mazure aus dem 17. Jahrhundert, Umbauten aus dem 19. Jahrhundert
- Ruinen des Schlosses Épine Gaudin
- Trompette-Turm

Siehe auch: Liste der Monuments historiques in Divatte-sur-Loire

## Persönlichkeiten
- Jean Clareboudt (1944–1997), Bildender Künstler